# Pas si simple (film)
Pour les articles homonymes, voir Pas si simple.
Pour plus de détails, voir Fiche technique et Distribution.
Pas si simple (It's Complicated), est un film américain écrit et réalisé par Nancy Meyers, sorti en salles en 2009.
Le film a reçu des critiques mitigées de la part des critiques lors de sa sortie, avec des éloges pour les performances de la distribution d'ensemble, avec de légères critiques pour son histoire "un peu prévisible". 
Le film est un succès commercial.

## Synopsis
Jane, qui possède une boulangerie prospère à Santa Barbara, en Californie, et Jake Adler, un avocat prospère, ont divorcé dix ans plus tôt. Ils ont eu trois enfants ensemble, deux filles et un fils. Jake a épousé Agness, la femme avec qui il a trompé Jane.
Jane et Jake assistent à la remise des diplômes de leur fils Luke à l'université de New York. Après un dîner ensemble, les deux entament une liaison, qui se poursuit à Santa Barbara. Jane est déchirée par l'affaire; Jake ne l'est pas. Alors qu'Agness a prévu pour Jake des séances régulières dans une clinique de fertilité, Jake prend secrètement des médicaments pour diminuer ses mictions fréquentes, dont les effets secondaires sont une diminution du nombre de spermatozoïdes et des étourdissements. Après une de ses séances, il a un rendez-vous pour le déjeuner avec Jane dans un hôtel. Jake s'effondre dans la chambre d'hôtel et un médecin est appelé. Le médecin suppose que la raison de la détresse de Jake pourrait être le médicament et dit qu'il devrait arrêter de le prendre. Les enfants de Jake et Jane ne savent rien de l'affaire, mais Harley, qui est fiancé à leur fille Lauren, repère le couple et le médecin à l'hôtel mais garde le silence.
Adam est un architecte engagé pour remodeler la maison de Jane. Toujours en train de guérir d'un divorce, il commence à tomber amoureux de Jane. Le soir de la fête de remise des diplômes de Luke à Santa Barbara, Jane invite Adam à la fête. Elle est défoncée quand il vient la chercher parce qu'elle a pris une bouffée d'un joint de marijuana que Jake lui avait donné plus tôt. Avant d'entrer dans la fête, Adam fume une partie du joint avec Jane. Une fois à l'intérieur, ils rient et planent joyeusement, Jake devient jaloux en les observant, et après avoir pressé Jane, en fume aussi avec elle.
Agness observe alors Jake et Jane danser ensemble et sent qu'ils ont une liaison. Lorsqu'ils quittent la fête, Adam demande à Jane s'ils pourraient avoir quelque chose à manger. Jane l'emmène à sa boulangerie et ils préparent ensemble des croissants au chocolat, terminant la soirée par un baiser romantique. Jake et Agness se séparent, bien qu'il ne soit pas clair qui quitte qui. Finalement, par une webcam dans la chambre de Jane, Adam voit Jake nu et se rend compte que les deux ont eu une liaison. Adam dit à Jane qu'il ne peut pas continuer à la voir car cela ne fera que lui briser le cœur. Les enfants de Jane le découvrent également, et ils ne sont pas contents que leurs parents se remettent ensemble parce qu'ils se remettent encore du divorce. Jane leur dit qu'elle ne se remettra pas avec Jake. Jane et Jake parlent et mettent fin à leur liaison à l'amiable.
Le film se termine avec Adam chez Jane, prêt à commencer le remodelage. Avant le générique, on voit Jane et Adam rire des croissants au chocolat en entrant dans sa maison.

## Fiche technique
- Titre original : It's Complicated
- Titre français : Pas si simple
- Titre québécois : C'est compliqué
- Réalisation : Nancy Meyers
- Scénario : Nancy Meyers
- Musique : Heitor Pereira et Hans Zimmer
- Producteurs : Nancy Meyers et Scott Rudin
- Sociétés de production : Universal Pictures, Relativity Media, Waverly Films, Scott Rudin Productions
- Distribution : Universal Pictures
- Budget: 85 000 000 $
- Langue : Anglais, Français
- Format : Couleur - 1.85 : 1 - DTS, Dolby Digital - 35mm
- Genre : Comédie sentimentale
- Durée : 120 minutes
- Dates de sortie : 
  - États-Unis : 25 décembre 2009
  - France : 23 décembre 2009

## Distribution
- Meryl Streep (VF : Frédérique Tirmont ; VQ : Marie-Andrée Corneille) : Jane Adler
- Steve Martin (VF : Féodor Atkine ; VQ : Daniel Roussel) : Adam Schaffer
- Alec Baldwin (VF : Bernard Lanneau ; VQ : Marc Bellier) : Jake Adler
- John Krasinski (VF : Stéphane Pouplard ; VQ : David Laurin) : Harley
- Lake Bell (VF : Catherine Le Hénan ; VQ : Camille Cyr-Desmarais) : Agness Adler
- Mary Kay Place (VF : Anne Rochant ; VQ : Madeleine Arsenault) : Joanne
- Rita Wilson (VF : Brigitte Virtudes ; VQ : Hélène Mondoux) : Trisha
- Alexandra Wentworth (VF : Martine Irzenski ; VQ : Diane Arcand) : Diane
- Hunter Parrish (VF : Romain Kurtz ; VQ : Nicholas Savard L'Herbier) : Luke Adler
- Zoe Kazan (VF : Olivia Luccioni ; VQ : Annie Girard) : Gabby Adler
- Caitlin Fitzgerald (VF : Ingrid Donnadieu ; VQ : Émilie Bibeau) : Lauren Adler
- Emjay Anthony : Pedro (fils d'Agness)
- Nora Dunn (VQ : Dominique Quesnel) : Sally
- Bruce Altman : Ted
- Robert Curtis Brown (VF : Franck Capillery) : Peter
- James Patrick Stuart (VF : Alexis Victor) : Docteur Moss

Version française
- Société de doublage : Symphonia Films
- Direction artistique : Michel Derain
- Adaptation : François Vidal & Thierry Olieu

## Récompenses
- Alliance of Women Film Journalists Awards  2009 : Meilleure scène de nudité ou de séduction[1]
- National Board of Review Award for Best Cast 2009 : Meilleure équipe de tournage[2]